# Wild Teens - Contadini in erba
Wild Teens - Contadini in erba è stato un programma televisivo italiano di genere docu-reality andato in onda dal 22 dicembre 2021 al 26 gennaio 2022 in prima serata su NOVE.

## Il programma
Quattordici ragazzi e ragazze (tra i 14 e i 17 anni) vivranno, per un mese, sotto la guida del fattore Andrea Gherpelli, lontani dai social, da casa, dalle comodità, dalle serate con gli amici, e soprattutto dallo smartphone. I ragazzi vivranno un'avventura che li vedrà svegliarsi all'alba, occuparsi degli animali, zappare la terra e fare tutto ciò che serve per gestire una fattoria con l'obiettivo di crescere e responsabilizzarsi per riuscire a mandare avanti, in autonomia, un'azienda agricola. Attraverso un percorso di formazione e prove sul campo, i ragazzi cercheranno di arrivare fino alla fine, ma solo i sei che avranno dimostrato di sapersi adattare alla nuova vita potranno arrivare fino in fondo e vincere un viaggio-avventura indimenticabile in Indonesia.

## Edizioni
| Edizione | Conduzione       | Messa in onda    | Messa in onda   | Puntate | Contadini | Rete       | Rete |
| Edizione | Conduzione       | Inizio           | Fine            | Puntate | Contadini | Pay        | Free |
| -------- | ---------------- | ---------------- | --------------- | ------- | --------- | ---------- | ---- |
| 1ª       | Andrea Gherpelli | 22 dicembre 2021 | 26 gennaio 2022 | 6       | 14        | Discovery+ | NOVE |

## Prima edizione

### Cast
- Andrea Gherpelli (Fattore e conduttore)
- Adriana Busi (Responsabile degli animali)
- Emidio Dellepiane (Responsabile della cucina e dell'aia)

### Contadini(Wild Teens)
Legenda dei colori
     Il contadino entra nella fattoria

     Il contadino è salvo e può continuare la sua permanenza nella fattoria 
     Il contadino risulta tra i peggiori, ma si salva grazie al migliore
     Il contadino non sta partecipando alla trasmissione / non è più nella fattoria

     Il contadino chiede di abbandonare la fattoria

     Il contadino (risultato tra i peggiori) viene eliminato e quindi abbandona la fattoria

     Il contadino risulta il migliore della puntata e ha il compito di salvare una persona tra i peggiori
     Il contadino vince il viaggio

| N° | Contadini              | Età | Provenienza        | Puntate         | Puntate         | Puntate         | Puntate         | Puntate         | Puntate         | Puntate         | Puntate         | Puntate         |
| N° | Contadini              | Età | Provenienza        | 1               | 1               | 2               | 3               | 3               | 4               | 5               | 6               | 6               |
| -- | ---------------------- | --- | ------------------ | --------------- | --------------- | --------------- | --------------- | --------------- | --------------- | --------------- | --------------- | --------------- |
| 1  | Elisabetta Omizzolo    | 16  | Cittadella         | Entra           | Salva           | Salva           | Salva           | Salva           | Salva           | Migliore        | Migliore        | Vincitrice      |
| 2  | Gioia Krasniqi         | 17  | Noceto             | Entra           | Salva           | Salva           | Salva           | Salva           | Salva           | Salva           | Migliore        | Vincitrice      |
| 3  | Guglielmo Morganti     | 16  | Acqui Terme        | Entra           | Salvo           | Salvo           | Salvo           | Salvo           | Migliore        | Salvo           | Migliore        | Vincitore       |
| 4  | Luigi Lucci            | 16  | Napoli             | Non in fattoria | Non in fattoria | Non in fattoria | Entra           | Migliore        | Salvo           | Salvo           | Migliore        | Vincitore       |
| 5  | Michelangelo Sollecito | 15  | Altamura           | Entra           | Salvo           | Salvo           | Salvo           | Salvo           | Salvo           | Salvo           | Migliore        | Vincitore       |
| 6  | Aurora Baruto          | 17  | Adria              | Entra           | Salva           | Salva           | Salva           | Salva           | Salva           | Salva           | Salva           | Vincitrice      |
| 7  | Dany Gradaschi Azzini  | 16  | Pozzaglio ed Uniti | Entra           | Migliore        | Salvo           | Salvo           | Salvo           | Salvo           | Salvo           | Eliminato       | Non in fattoria |
| 8  | Marika Damiano         | 16  | Napoli             | Non in fattoria | Non in fattoria | Non in fattoria | Entra           | Salva           | Salva           | Salva           | Eliminata       | Non in fattoria |
| 9  | Maddalena Luppino      | 15  | Gioia Tauro        | Entra           | Salva           | Salva           | Salva           | Salva           | Salva           | Eliminata       | Non in fattoria | Non in fattoria |
| 10 | Andrea Di Caccamo      | 14  | Palermo            | Entra           | Salvo           | Migliore        | Salvo           | Salvo           | Eliminato       | Non in fattoria | Non in fattoria | Non in fattoria |
| 11 | Nicole Caputo          | 14  | Padova             | Entra           | Salva           | Salva           | Eliminata       | Eliminata       | Non in fattoria | Non in fattoria | Non in fattoria | Non in fattoria |
| 12 | Eleonora Vegni         | 15  | Scandicci          | Entra           | Salva           | Salva           | Eliminata       | Eliminata       | Non in fattoria | Non in fattoria | Non in fattoria | Non in fattoria |
| 13 | Enrico Lodi            | 15  | Firenze            | Entra           | Salvo           | Eliminato       | Non in fattoria | Non in fattoria | Non in fattoria | Non in fattoria | Non in fattoria | Non in fattoria |
| 14 | Biagio Mattia Panzardi | 16  | Padova             | Entra           | Eliminato       | Non in fattoria | Non in fattoria | Non in fattoria | Non in fattoria | Non in fattoria | Non in fattoria | Non in fattoria |

### Ascolti
| Puntata | Messa in onda    | Telespettatori | Share |
| ------- | ---------------- | -------------- | ----- |
| 1       | 22 dicembre 2021 | 234.000        | 1,1%  |
| 2       | 29 dicembre 2021 | 377.000        | 1,8%  |
| 3       | 5 gennaio 2022   | 267.000        | 1,2%  |
| 4       | 12 gennaio 2022  | 120.000        | 0,6%  |
| 5       | 19 gennaio 2022  | 212.000        | 0,9%  |
| 6       | 26 gennaio 2022  | 240.000        | 1,1%  |
| Media   | Media            | 242.000        | 1,12% |